# Robert Wyatt

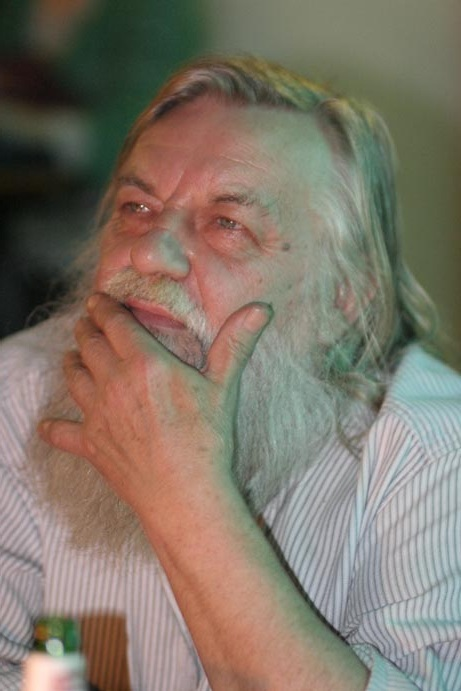
Robert Wyatt (2006)

Robert Wyatt, geboren als Robert Ellidge (Bristol, 28 januari 1945) is een Brits drummer en zanger, een van de voormannen van de progressieve rock en de Canterbury-scene vanaf het midden van de jaren zestig.

## Levensloop
Robert Wyatt werd geboren als zoon van George Ellidge en Honor Wyatt. Zij woonden in Zuid-Londen, maar toen bij zijn vader multiple sclerose ontdekt werd, verhuisde de familie naar Lydden, vlak bij Canterbury. Ze woonden daar in een groot huis waarvan kamers verhuurd werden. Een van de tijdelijke huurders was de Australische hippie Daevid Allen, die de show stal met zijn enorme verzameling muziek. Van een bezoekende Amerikaanse slagwerker, George Niedorf, leerde Wyatt drummen en beeldhouwen. George Ellidge overleed in 1963 en Robert nam de achternaam van zijn moeder aan.

### Soft Machine
Ofschoon Wyatt samen met broers Brian en Hugh Hopper al met muziek experimenteerde in de vroege jaren zestig, startte zijn muzikale carrière pas echt toen hij met Daevid Allen en Hugh Hopper in 1963 het Daevid Allen Trio oprichtte. Na een tour door Frankrijk werd Allen de toegang tot Engeland geweigerd, Hopper en Wyatt gingen terug naar Canterbury en vormden daar samen met Richard Sinclair, Kevin Ayers en Brian Hopper de R&B-groep The Wilde Flowers. Wyatt begon als drummer bij de groep, maar werd na het vertrek van Ayers tevens de zanger. De samenstelling van de groep onderging verschillende wijzigingen en in 1966 viel de groep uiteen, de leden richtten vervolgens respectievelijk Soft Machine en Caravan op.
De originele bezetting van Soft Machine bestond uit Kevin Ayers, Daevid Allen, Hugh Hopper en Mike Ratledge. Wyatt was tegelijkertijd drummer en zanger, een voor die tijd ongebruikelijke combinatie in een rockband. Na een aantal jaren zei hij de groep vaarwel, omdat hij zijn ei niet meer kwijt kon in de gekozen muziekstijl, die meer richting jazz bewoog en waarbij weinig ruimte was voor zangpartijen. Na de opnames van Fourth verliet Wyatt definitief Soft Machine.

### Solocarrière

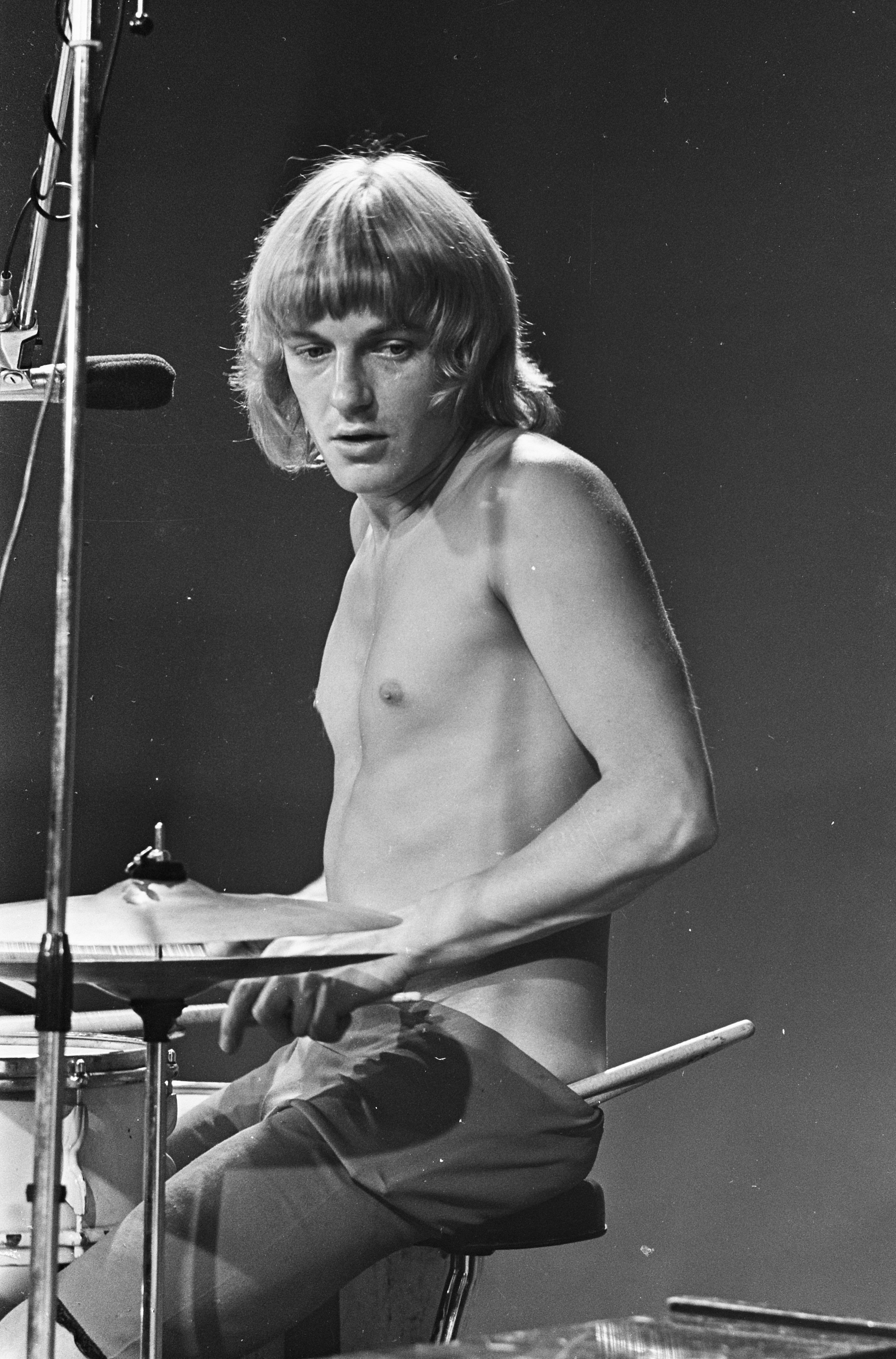
Robert Wyatt (1967)

Wyatt bracht in 1970 zijn eerste soloalbum uit, The End Of An Ear. Het album bestaat grotendeels uit zangimprovisaties met echo-effecten. In 1971 richtte Wyatt vervolgens samen met Dave Sinclair, Phil Miller en Bill McCormick Matching Mole op. De naam Matching Mole is een woordgrap. De Franse vertaling van Soft Machine is machine molle, verbasterd in het Engels levert dat Matching Mole op. Met Matching Mole maakte Wyatt twee albums. Op het eerste album was de invloed van Wyatt overduidelijk aan te wijzen, op het tweede album trad Wyatt meer terug, waardoor het album grotendeels instrumentaal bleef, op enkele nummers na, zoals de aanklacht tegen het onwereldse karakter van de Christelijke religie in 'God Song'. Eind 1972 hief Wyatt Matching Mole op, hij wilde niet langer in het middelpunt van de belangstelling staan, maar “gewoon een van de leden van de groep” zijn. In de winter van '72-'73 nam Wyatt een tijd vrij en reisde hij met zijn vriendin (en toekomstige vrouw) Alfreda Benge (koosnaam "Alfie") naar Italië.

### Ongeluk
Terug in Londen vormde Wyatt WMWM, een improvisatiekwartet met Gary Windo, Dave MacRae and Ron Mathewson. Er waren ook plannen om Matching Mole nieuw leven in te blazen en een derde elpee uit te brengen, maar op 1 juni 1973 viel Robert Wyatt tijdens een feest uit een raam en liep daardoor een dwarslaesie op. Maanden van moeizaam herstel volgden en de rest van zijn leven moet hij zich in een rolstoel voortbewegen. De muzikant en zanger Wyatt ging door, maar aan zijn activiteiten als drummer kwam door de val een einde.
In 1974 kwam Wyatt met een volgend soloalbum: Rock Bottom, waarop hij duidelijk worstelde met de gevolgen van zijn ongeluk. Slechts drie maanden nadat hij uit het ziekenhuis ontslagen werd, kwam het album uit. Wyatts vriend Nick Mason (Pink Floyd) produceerde het en een bijzondere selectie van musici droeg aan het album bij. Het hoogstaande vakmanschap van de musici, gecombineerd met Wyatts stem en keyboardspel schiepen een beluisterenswaardige mix van humor, melancholie en vervreemding. Het eindresultaat was een uitzonderlijk, ongeëvenaard werkstuk. Bijzonder waren naast Wyatts stem de basgitaarsolo van Hugh Hopper in Alifib en de sax van Gary Windo in Alife. Het album kreeg in Frankrijk de Grand Prix de l'Académie Charles Cros.
Het derde soloalbum dat een jaar later uitkwam, Ruth Is Stranger Than Richard, was een bizar geheel van surrealistische vertellingen. De muziek op de albums was experimenteel en de jazzinteresses van Wyatt waren duidelijk te herkennen. Controversieel in de wereld van de progressieve rock was zijn opname in 1974 van het Monkeesnummer I'm a Believer, waarmee hij scoorde in de Britse hitlijsten. De weigering van Top of the Pops om hem in zijn rolstoel te laten optreden, werd breed uitgemeten en bediscussieerd in de muziekpers. Na veel publiciteit moest het BBC programma toegeven en kon Wyatt alsnog zijn kunsten vertonen, waarbij hij opviel door zich als een "militante gehandicapte" te gedragen.
Op muziekgebied werd het vervolgens een tijd stil rond Wyatt, pas in het midden van de jaren tachtig kwam er nieuw werk uit in de vorm van een serie singles (verzameld op Work In Progress, 1984) en een album (Old Rottenhat, 1985), beide gekenmerkt door Wyatt als soloartiest die alle instrumenten zelf voor zijn rekening nam.
In 1984 droeg Wyatt bij aan het Last Nightingale project, een steunbetuiging aan Britse mijnwerkers die in staking waren tegen de Britse conservatieve regering onder leiding van Margaret Thatcher. Naast musicus was en is Wyatt namelijk ook een linkse radicaal, met duidelijke sympathie voor het communisme, waarbij hij regelmatig (muzikaal) ten strijde trok tegen wat hij als misstanden beschouwde. Een voorbeeld hiervan was het nummer Shipbuilding dat Elvis Costello voor hem schreef en dat een bijtende aanklacht tegen Thatchers oorlog in de Falklandeilanden was. Een ander aspect van Wyatts tegendraadsheid was de weigering om regelmatig albums uit te brengen, hetgeen de platenmaatschappijen van hem eisten.
Na 1986 trok Wyatt zich terug en samen met zijn vrouw ging hij een tijd in Spanje wonen. Alfie schreef daar een aantal gedichten die de basis zouden vormen voor zijn volgende album: Dondestan. Dondestan kwam pas in 1991 uit en werd zonder twijfel beschouwd als het beste dat Wyatt na Rock Bottom produceerde. Critici waren enorm lovend over dit album, Wyatt werd als een icoon uit een voorbije tijd opgevoerd en stond weer een tijd in het middelpunt van de belangstelling. Het album A Short Break uit 1992 was hierbij vergeleken een teleurstellend resultaat.
Na Dondestan werd het weer stil rond Wyatt. Hij is wel als gastspeler / gastzanger te horen op albums van andere musici (bijvoorbeeld United Kingdoms van Ultramarine in 1993 en Songs van John Greaves in 1995). Pas eind 1996 begon Wyatt te werken aan een nieuw album waarop wederom allerlei gastmusici te horen zijn. Shleep kwam in 1997 uit, en werd weer enorm lovend door de critici ontvangen.
Vervolgens verdween Wyatt weer naar de achtergrond. Hij was wel regelmatiger te horen op de albums van andere musici. Wyatt was verbonden met het SoupSongs van de tromboniste Annie Whitehead. Deze groep deed in 1999 een aantal optredens met uitsluitend solowerk van Wyatt. Met SoupSongs zou Wyatt, die al jaren niet meer optrad, in 2003 nog een aantal livestudio-opnames maken voor de BBC.
Wyatt maakte de gelouterde cd Shleep in 1997. Daarna kwam Cuckooland in 2003. Ook hier zijn een groot aantal gastmusici te horen, waaronder Brian Eno en David Gilmour. En ook in dit geval waren de kritieken weer bijzonder lovend.
Wyatt blijft actief in de muziekwereld. Steeds weer komen er nieuwe samenwerkingsverbanden. Een van de laatste bijdragen is aan het nummer Submarine van Björk, dat op haar vijfde album staat. Het links-radicale gedachtegoed dat Wyatt jarenlang uitdroeg, is tegenwoordig goeddeels afwezig in zijn werk en vervangen door meer beschouwelijke of filosofische teksten. Een voorbeeld hiervan is het nummer Free will and testament op het album Shleep. De zang van Wyatt wordt vaak omschreven als "de treurigste stem op aarde" (saddest voice on earth).
Hij is te zien en te horen op de dvd Remember that Night van voormalig Pink Floyd-concurrent David Gilmour, die op 17 september 2007 verscheen. In de begeleidende documentaire legt hij uit dat hij, een uitzondering daargelaten, al 30 jaar niet meer optreedt omdat hij dat niet meer durft. Het leven in een rolstoel kent nu eenmaal zijn beperkingen.
Op 8 oktober 2007 verscheen de nieuwe cd Comicopera. Dat gebeurt op het onafhankelijke label Domino Records, waarop bijvoorbeeld ook de Arctic Monkeys zitten.
Op 17 september 2009 ontving hij een eredoctoraat van de Université de Liège.
Op 7 oktober 2010 werd For the Ghosts Within uitgebracht door Domino Recording. Voor dit album werd samengewerkt met Ross Stephen en Gilad Atzmon. Het album bevat een mix van jazz, klassiek en popsinger-songwriter.
In december 2014 verscheen "Different Every Time", een verzameldubbel-cd die wat cd 1 betreft echt het beste van Wyatt laat horen.

## Discografie
Soloalbums:
| 1970 | The End Of An Ear                                                                  |
| 1974 | Rock Bottom                                                                        |
| 1975 | Ruth Is Stranger Than Richard                                                      |
| 1981 | Nothing Can Stop Us                                                                |
| 1982 | Animals Film Soundtrack                                                            |
| 1985 | Old Rottenhat                                                                      |
| 1987 | The Peel sessions                                                                  |
| 1991 | Dondestan                                                                          |
| 1992 | A Short Break                                                                      |
| 1994 | Going Back A Bit (verzamelalbum)                                                   |
| 1994 | Flotsam Jetsam (verzamelalbum)                                                     |
| 1997 | Shleep                                                                             |
| 2003 | Solar Flares Burn For You                                                          |
| 2003 | Cuckooland                                                                         |
| 2004 | His Greatest Misses (verzamelalbum)                                                |
| 2005 | Robert Wyatt & Friends – Theatre Royal Drury Lane 8th September 1974 (liveopnamen) |
| 2007 | Comicopera                                                                         |
| 2014 | Different Every Time – verzameldubbel-cd                                           |

- Bibsys: 3021853
- Bibliothèque nationale de France: cb13541070p (data)
- Gemeinsame Normdatei: 119278871
- International Standard Name Identifier: 0000 0001 1512 109X
- Library of Congress Control Number: nr96005194
- MusicBrainz: 9f041c61-f382-4048-a1f1-33105124bb99
- Bibliotheek van het Japanse parlement: 00658681
- Nationale Bibliotheek van Tsjechië: xx0033444
- Nationale Bibliotheek van Israël: 987007340404405171
- Nederlandse Thesaurus van Auteursnamen: 072776641
- Réseau des bibliothèques de Suisse occidentale: 02-A003988481
- Istituto Centrale per il Catalogo Unico: UBOV508438
- SNAC: w61w2ttj
- Système universitaire de documentation: 05071922X
- Virtual International Authority File: 118827651
- WorldCat: E39PBJk4B79VRkQytqFhvCKrv3